# 雙色寬頭喉盤魚
雙色寬頭喉盤魚（學名：Cochleoceps bicolor）為輻鰭魚綱喉盤魚目喉盤魚科的其中一種，1991年由巴里·哈金斯（Barry Hutchins）在弗林德斯島的一個模式產地描述，分布於東印度洋澳洲南部海域，棲息深度可達40公尺，本魚體延長，前部平扁，後部側扁，體不被鱗，覆有粘液層，無鱗片，腹鰭喉位，與周圍的皮褶特化成一吸盤，底色從黃色到紅色不等，背部有規則的橫向藍色條紋，尾鰭為藍灰色，尾鰭圓形，背鰭軟條5-6枚、臀鰭軟條5-6枚，體長可達7公分，屬底棲性魚類，常在海綿及海鞘發現其蹤跡，會清潔其他魚類，以其身上的寄生蟲為食。
种名 bicolor 意为“二色的”。